# 亚克西
亚克西（維吾爾語：ياخشى‎）意为“好”，汉语音译为“亚克西”。在中华人民共和国政治宣传中长期作为对中国共产党新疆政策的称赞，其中由新疆和田地区新玉文工团（1994年改名为新玉歌舞团）编排的《党的政策亚克西》曾获2008年文化部金奖，后因在中国中央电视台2010年春节联欢晚会上的改编节目《幸福生活亚克西》而在中国大陆广为人知。

## 内容
2009年末，春节联欢晚会开始进行节目的选拔与审查工作。11月14日，中宣部部长刘云山在新疆和田地区新玉歌舞团调研时，观看了《党的政策亚克西》。他认为《党的政策亚克西》“贴近农民的真实生活，很通俗，把党中央的文件精神把握得很好”，当即确定该节目在2010年央视春晚上演出。导演金越也曾亲自前往新疆和田审查节目，认为《党的政策亚克西》合格。该节目因此成为当年春晚首个合格节目。
根据新疆当地媒体的报道，该节目是和田地区新玉歌舞团新创作的5分钟说唱节目。节目改编自维吾尔族民歌，重新填词，新的歌词反映新疆民众在中国共产党领导下生活的变化，“表达了对党的感恩之情”。节目采用了维吾尔族双人歌舞莱帕儿的形式，加入了群舞元素。当地政府希望通过该节目宣传中国共产党的政策，并推广新疆文化品牌。
2010年1月5日，中宣部出资安排以新玉歌舞团为主的50多名演员乘飞机前往北京，参加40余天的春晚节目排练。
2月13日晚，更名后的《幸福生活亚克西》在第12个节目“民族歌舞大串联”中演出。歌词部分以“买买提大叔”的口吻，对中国共产党在农村地区和少数民族地区，涉及经济、农业、教育、医疗、抗震等多方面政策进行了正面赞美。扮演买买提大叔的演员艾海提巴克·卡迪尔称：“我从艺33年来，第一次登上万众瞩目的央视春晚，这是我一生的荣耀，能去国家大剧院演出，也是我的梦想。”

## 社会影响

### 正面
人民网的文章表示：原歌中象征著豐收的事物都被置換成如“國家免去了農業稅”、“學校免了學費”、“農村建立了合作醫療”、“抗震的好房子平地起”等元素，與中國社會熱點問題緊密相連。
招商银行推出“亚克西”信用卡，以英文“我爱乌鲁木齐”的标识为主体。

### 负面
“亚克西”等用语长期存在于中国大陆新闻民族报导中，人民日报社国际部吴长生主任指出，这种把在稿件中点缀几句“党的政策牙克西”之类的话当作是突出民族特色的简单化倾向流于俗套，属于公式化、概念化的弊病。一些相关报导存在虚构、杜撰的成分，甚至暴露出明显的常识缺失。如一份报纸登载称：“几位外出办事的藏族同胞因故未能买上火车票，车站值班员热情帮助他们买了票并送他们上火车。这几位藏族同胞感激地称赞道：‘你们真象金珠玛米一样，亚克西！（原文如此）’”消息见报后，读者纷纷指出，此处混用了藏语和维吾尔语的宣传用语，引为笑谈。
春晚节目《幸福生活亚克西》被宣传为“第一个审核通过的节目”，于2009年新疆乌鲁木齐“七五事件”后演出，引发不少议论。作家余杰认为“针对这个具体节目……问题没有解决，仍然在用高压的政策来处理”；香港電台《頭條新聞》2010年2月20日一集對節目進行揶揄；重庆官方媒体华龙网则转载评论称节目“擦鞋擦得如此拙劣”、“在作品中搜罗堆砌肉麻的歌功颂德之词，创作毫无长进”；北京大学新闻与传播学院焦国标称节目“物极必反”、“是对人的情感的侮辱”。
2010年2月15日，作家韩寒在其博客中讽刺节目《幸福生活亚克西》，并表示要举办“亚克西填词大赛”。
网民据此谐音杜撰“神兽”“亚克蜥”，在中国境内遭到屏蔽。中国社会科学院哲学研究所徐友渔教授称，网络上有关“亚克蜥”的发明与“草泥马”的性质类似，网民籍此表达不满。
新唐人電視台曾改編節目《黨的政策亞克西》原曲，配上當時中國國內新聞剪影，藉此表達對北京統治策略的批評。
广东广播电视台主持人马志海表示，“幸福生活亚克西”等官方媒体宣传口号和社会不公的现状脱节，不能反映民众对未来的负面预期和恐惧感。